# Cheilanthes membranacea
Cheilanthes membranacea là một loài thực vật có mạch trong họ Adiantaceae. Loài này được (Davenp.) Maxon miêu tả khoa học đầu tiên năm 1918.